# Richer van Luik

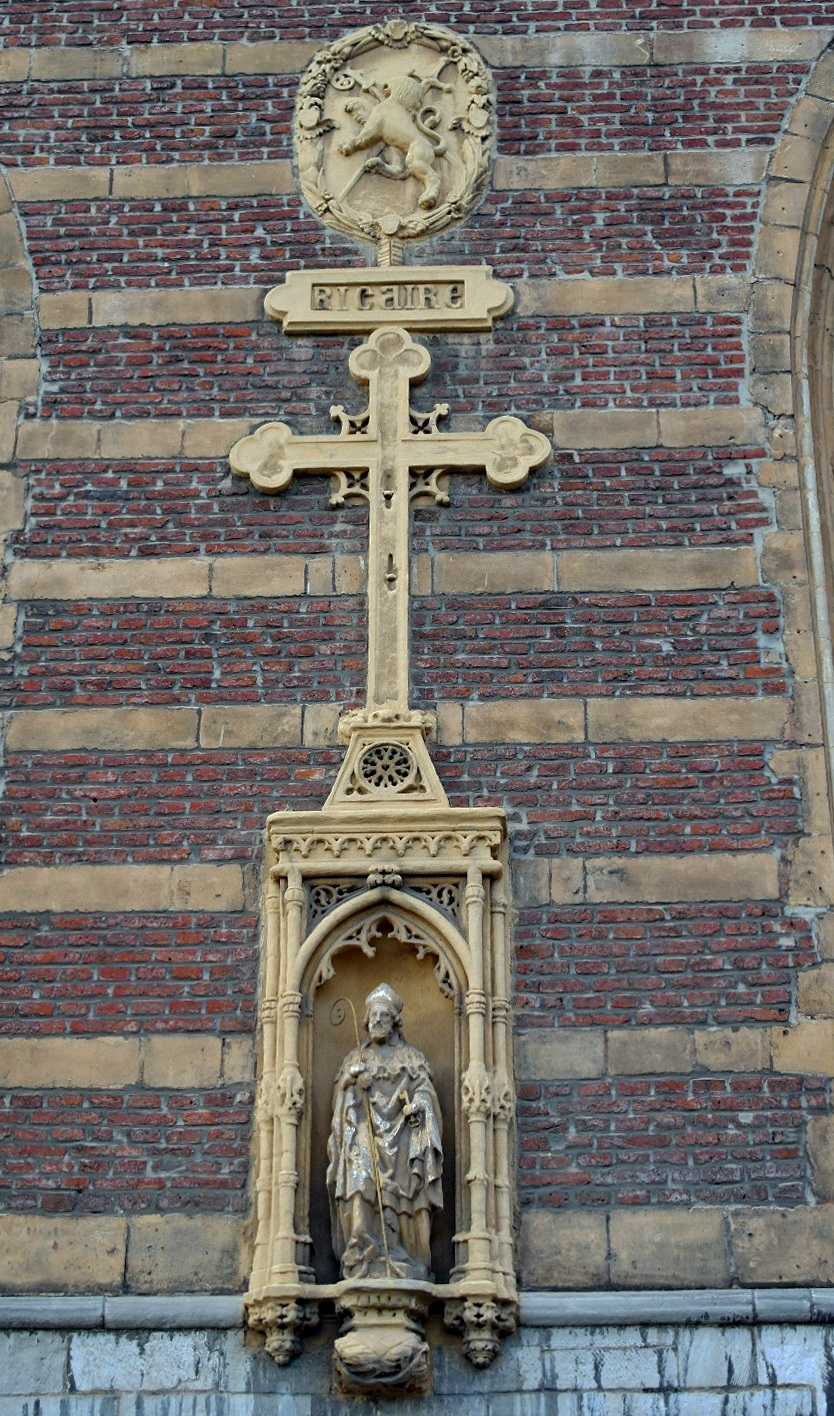
Wapenschild van "Ricaire" aan de zuidgevel van de Sint-Servaaskerk in Luik

Richer of Ricaire (? - 23 juli 945) was bisschop van Luik van 921 tot 945 en abt van de abdijen van Lobbes, Aulne en Prüm. Hij zette zich in om de door de Noormannen verwoeste kerken in zijn bisdom te herstellen.

## Biografische schets
Richer stamde uit het geslacht van de Matfrieden. Zijn vader was Adalhard II, graaf van Metz en lekenabt van de abdij van Echternach. Zijn broers waren Gerhard I en Matfried, graven in de Metzgouw. Hij was ook verwant met bisschop Stephanus van Luik, een van zijn voorgangers in het ambt.
Richer was sinds 899 abt van de abdij van Prüm. In Prüm moest de abt Regino van Prüm om machtspolitieke redenen plaats maken voor Richer.
De opvolger van de in 920 overleden bisschop Stephanus van Luik werd fel betwist. Gedurende deze tijd behoorde Lotharingen tot het West-Frankische Rijk. Koning Karel de Eenvoudige ondersteunde Richer als opvolger van Stephanus, dit nadat hij aanvankelijk had geaarzeld en eerst de geestelijke of monnik Hilduin had gesteund. Hilduin werd ondersteund door hertog Giselbert van Lotharingen. Ook de Oost-Frankische koning Hendrik de Vogelaar stond aan de kant van Hilduin. Deze werd ook door de Keulse aartsbisschop Herman I van Keulen gewijd. Richer wendde zich nu tot keizer Berengarius I, opdat deze zich bij paus Johannes X voor hem zou inzetten. De paus nodigde de twee kandidaten uit naar Rome te komen. Hilduin werd daar geëxcommuniceerd, terwijl Richer door de paus tot bisschop van Luik werd gewijd.
Nadat Lotharingen in 925 bij het Oost-Frankische rijk was gevoegd, moet het tussen Hendrik en Richer tot een toenadering zijn gekomen. In het jaar 930 was Richer in Aken aanwezig aan het hof van Hendrik. Hij bevond zich in 941 in de keizerpalts van Ingelheim in de omgeving van Otto I de Grote, waar hij zich inzette voor het bisdom Kamerijk. Op de hofdag in Duisburg in 945 werd Richer, samen met de aartsbisschop van Trier, Ruotbert van ontrouw beschuldigd. Hij kon zijn gedrag echter rechtvaardigen.
In zijn bisdom was hij een van de sponsors van de vernieuwing van het kloosterwezen die uitging van de hervormingsbeweging van Gorze. In het bijzonder steunde hij, evenals Otto I, de hervorming van de abdij van Stavelot-Malmedy. Richer heeft er in 938 in belangrijke mate toe bijgedragen dat de uit Gorze stammende monnik Odilo in Stavelot en Malmedy tot abt werd benoemd. Hij heeft ook de hervorming van het Sint-Hubertusabdij in de Ardennen bevorderd. Het bisschoppelijke eigenklooster in Lobbes dwong hij tot hoge belastingen. Richer liet de kerk van Sint-Pieter in Luik weer opbouwen en zette deze om in een collegiaal stift. In het jaar 933 liet hij de Sint-Servaaskerk in Luik bouwen. In hetzelfde jaar zou hij de burcht van Arches hebben laten vernietigen. Na zijn dood werd hij in de Sint-Pieterskerk in Luik begraven.

## Voetnoten
1. ↑  Keizerrijk Berengarius - RI I, 3,2 n D1366 (Regest RI-online)
2. ↑  Johannes X. - RI II,5 n. 61 (Regest RI-online)
3. ↑  Otto I. - RI II, 1 n 123a (RI-online)

- Gemeinsame Normdatei: 139132767
- Virtual International Authority File: 100437281